# Phymatopsallus texanus
Phymatopsallus texanus är en insektsart som beskrevs av Knight 1964. Phymatopsallus texanus ingår i släktet Phymatopsallus och familjen ängsskinnbaggar. Inga underarter finns listade i Catalogue of Life.